# الطفيلة (محافظة)
محافظة الطفيلة هي إحدى محافظات الأردن في إقليم الجنوب من المملكة. تحدها من الشمال محافظة الكرك ومن الشرق والجنوب محافظة معان ومحافظة العقبة. توجد فيها أحد أهم وأروع محميات الشرق الأوسط وهي محمية ضانا. تقع المحافظة في الجهة الغربية من الأردن، عاصمة المحافظة هي مدينة الطفيلة. وتبعد عن العاصمة عمان حوالي 180 كيلومتر. وتعد الطفيلة من أقدم المناطق المأهولة بالسكان، حيث تعاقبت عليها الأمم المختلفة: ابتداء بالأدوميين ثم خضعت المنطقة لحكم الأنباط إلى أن جاء الرومان إلى المنطقة وأما اسمها السابق كان دي تفلوس وتعني أم الكروم ثم خضعت للحكم الإسلامي بعد معركة مؤتة ومعركة اليرموك.[بحاجة لمصدر]

## المقومات السياحية
- يوجد في محافظة الطفيلة العديد من الأماكن التاريخية والأثرية والدينية:

1. قلعة الطفيلة: وتعود إلى العهد النبطي وهي شاهقة الارتفاع وحصينة وكانت تنذر القلاع المجاورة بواسطة النار من على أبراجها الإسطوانية وهذه القلاع تهدمت والكثير من حجارتها استخدمت في بناء البيوت الطنية المجاورة.

1. قرية صنفحة قديماً تعرف بمملكة الصهوة أو بلاد الشمس وهي أدومية ومن ثم رومانية وتضم نبع ماء غزير وممرات سرية تصل حتى قلعة الطفيلة
2. قلعة بصيرا: وتعود إلى العهد الأدومي.
3. مقام الصحابي الحارث بن عمير الأزدي.
4. مقام فروة بن عمرو الجذامي.
5. ضريح الصحابي كعب بن عمير الغفاري: يقع هذا الضريح في منطقة ذات أطلاح في الجنوب الغربي من محافظة الطفيلة على الطريق الممتد بين العقبة ومعان.
6. ضريح الصحابي جابر بن عبد الله الأنصاري: يقع الضريح في مدينة الطفيلة بالقرب من مقبرة البلدية الموجودة في منطقة البقيع حيث سمي الحي الذي يرقد فيه جابر بن عبد الله الأنصاري الخزرجي القحطاني بحي الأنصار نسبة له إذ أن الأكثرية تعتقد بأن سبب تسمية الجوابرة بهذا الاسم نسبة إلى جابر الأنصاري أيضاً. وامتدت عشائر في فلسطين منه وهم أحفاد عواد الصدقي وتفرعت عنه عشائر متعددة في نابلس والناصرة وأم الفحم وحيفا.
7. مسجد النشاش الذي يعد من أقدم مساجد الطفيلة، وما يزال قائماً حتى الآن.
8. حمامات عفرا المعدنية.
9. حمامات البربيطة.
10. محمية ضانا، وقرية ضانا السياحية
11. قلعة الحسا.
12. قلعة السلع.
13. خربة الذريح: تقع شمال الطفيلة وهي عبارة عن بقايا منازل وهياكل، وتعد من المعابد النبطية.
14. خربة التنور: تعد من أقدم المواقع الأثرية في محافظة الطفيلة، وتم اكتشاف تماثيل عدة فيها مثل: أ-تمثال النصر ب-تمثال تايكي ج-تمثال النسر د-تمثال اللات.
15. قاعات ومساكن ونقوش تعود للأدوميين في بصيرا.
16. جدران وأعمدة رومانية جنوب محافظة الطفيلة في غرندل.

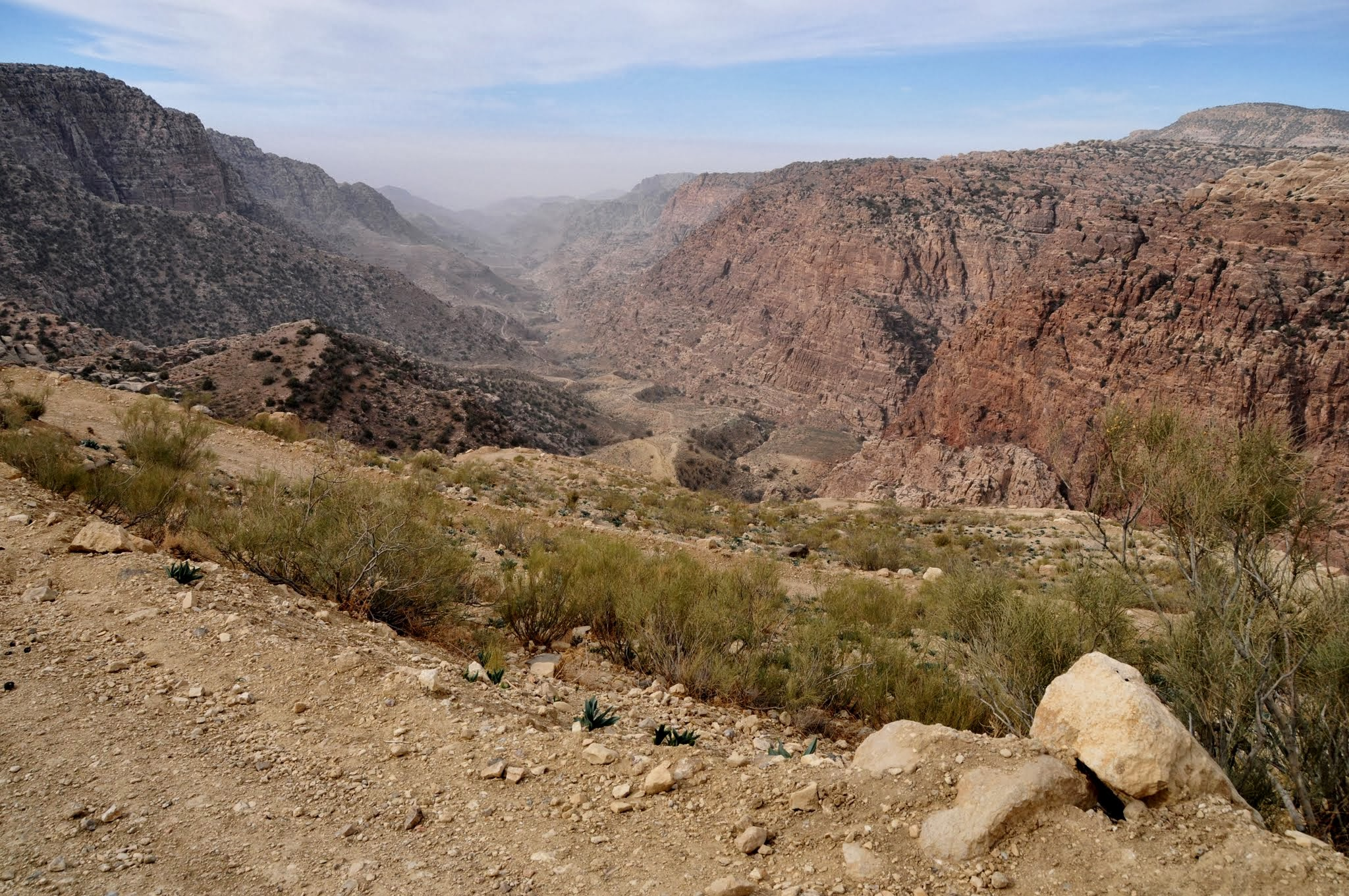
وادي فينان

17. وادي فينانوادي فينان الأثري: يلتقي مع نهاية وادي ضانا استخدم في العصر الحجري والعصر البرونزي والنبطي والروماني والبيزنطي كمنجم للنحاس فيه بقايا لكنائس بيزنطية.
18. بقايا خرائب قلعة أُقيمت على تل مرتفع يعود تاريخها إلى العصور الوسطى، ولأهميتها القديمة نسبت إليها البلاد المجاورة ودُعيت ببلاد الشوبك. وهي اليوم اسم لناحية تعرف باسم «ناحية الشوبك» قصبتها بلدة «نِجِل» الواقعة على مسافة أربعة كيلومترات ونصف الكيلومتر من القلعة.
19. المسلة البابلية.
20. كنيسة مسيحية: تقع إلى الجنوب من منطقة بصيرا على بعد لا يتجاوز 6كم في منطقة غرندل. هذا الموقع سادته حضارات عريقة مثل الأدوميين والرومان والبيزنطيين وكذلك الحضارة الإسلامية وقد تم العثور في هذه الكنيسة على أرضيات فسيفسائية ملونة باشكال مختلفة.
21. قصر الدير: يقع من الشمال الغربي من بلدة عين البيضاء على بعد (4) كيلو متر وهو عبارة عن بناء مستطيل الشكل أبعاده (13× 8) م2 ويقع على قلعة عالية منها نشاهد موقع آثار السلع والطفيلة.
22. كما يوجد في المحافظة القصور التالية: قصر اللعبان، قصر كاترينا، قصر التوانه، قصر القديس، قصر رمسيس.
23. قصر الطلاح: ويقع القصر في الجنوب الشرقي من الطفيلة، على حافة وادي عربة. أخذ اسمه من الوادي الذي يقع عليه.

## التقسيم الإداري

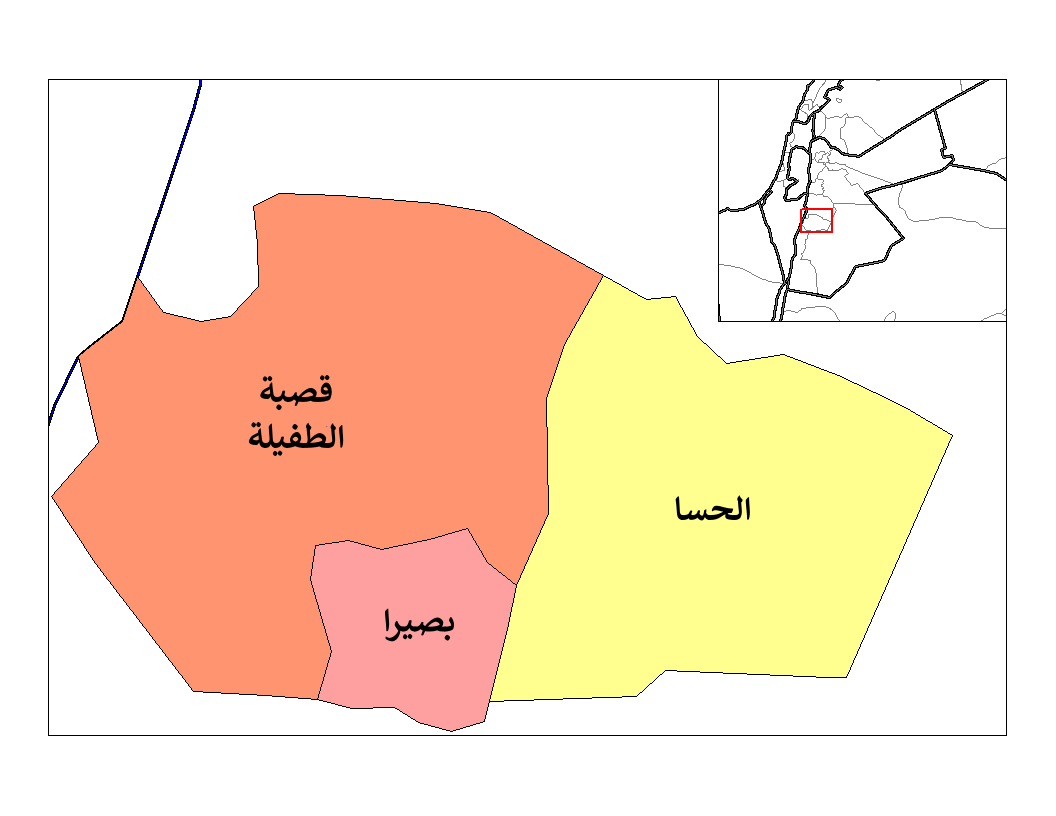
الوية محافظة الطفيلة

بموجب المادة 11 من نظام التقسيمات الإدارية الصادر عن وزارة الداخلية والمعدل عام 2000، تنقسم محافظة الطفيلة إلى ثلاثة ألوية:
|   | اسم اللواء        | المناطق                           | عدد السكان (2004) | المركز الإداري |
| - | ----------------- | --------------------------------- | ----------------- | -------------- |
| 1 | لواء قصبة الطفيلة | يضم مدينة الطفيلة و 19 بلدة وقرية | 46,892            | مدينة الطفيلة  |
| 2 | لواء بصيرا        | يضم 9 بلدات وقرى                  | 19,343            | بصيرا          |
| 3 | لواء الحسا        | يضم 3 بلدات وقرى                  | 9,032             | الحسا          |

## التوزيع الديمغرافي للسكان

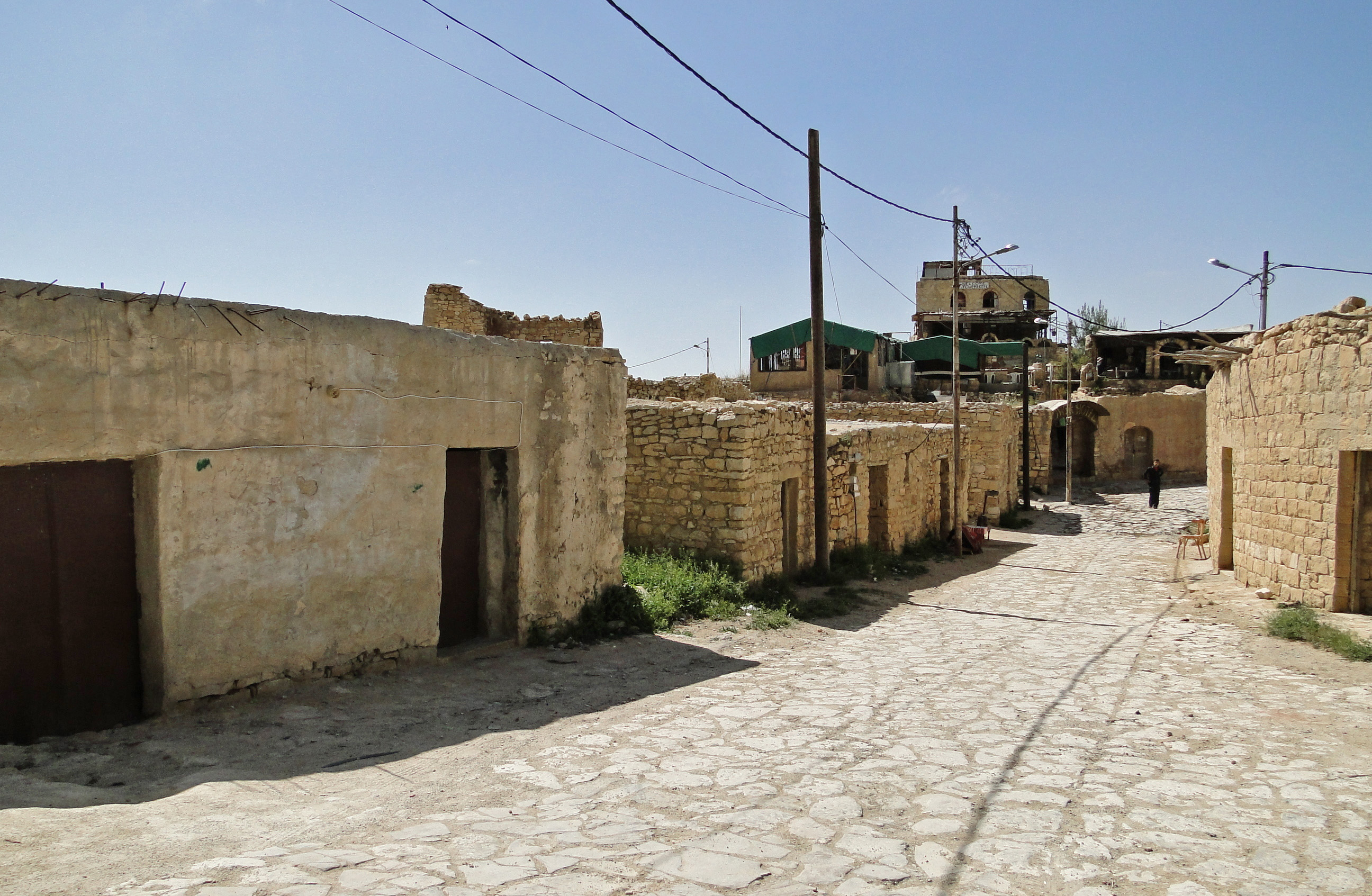
قرية ضانا في محافظة الطفيلة

تشير البيانات الديموغرافية للتعداد الوطني الأردني لعام 2015 إلى أن محافظة الطفيلة كان يبلغ عدد سكانها 96,291.
| نسبة الذكور إلى الإناث         | 51% إلى 49% |
| نسبة الأردنيين للجنسيات الأخرى | 92% إلى 8%  |
| سكان الحضر                     | 38%         |
| سكان الأرياف                   | 62%         |
| المجموع                        | 81,000      |

## التعليم

### الجامعي
يوجد بمحافظة الطفيلة جامعة واحدة وهي جامعة الطفيلة التقنية.
وتقوم هذه الجامعة الحديثة العهد بتدريس التخصصات التالية:
الهندسة بكافة تفرعاتها
العلوم بكافة أنواعها
العلوم الإدارية والمحاسبة
الفنون بأنواعها وأشكالها
تكنولوجيا مجتمعية وغيرها من التخصصات التربوية

## الثقافة

### مدينة الثقافة الأردنية
تم اختيار الطفيلة لتكون مدينة الثقافة الأردنية لعام 2014

### الجمعيات الثقافية
يوجد بالطفيلة العديد من الجمعيات الثقافية والتي تهدف إلى نشر الثقافة وتعمل على إحياء النشاطات الثقافية والاجتماعية 
| - ملتقى بصيرا الثقافي - فرقة جبال الطفيلة للتراث الفني الأردني في الطفيلة - ملتقى الطفيلة الثقافي - فرقة الحسا للسامر والفنون الشعبية - فرقة ضانا للفلكلور الشعبي - جمعية ملتقى القادسية وضانا الثقافي - جمعية ملتقى السلع الثقافي | - الجمعية الأردنية للفكر والثقافة والتنمية - جمعية ملتقى قادسية الطفيلة - جمعية البادية الأردنية للفكر والثقافة والتنمية - جمعية سيل ضانا للفلكلور الشعبي - جمعية فرقة شباب الحجايا للسامر - جمعية ملتقى المعطن للثقافة وإحياء التراث |  |

## الموارد الطبيعية

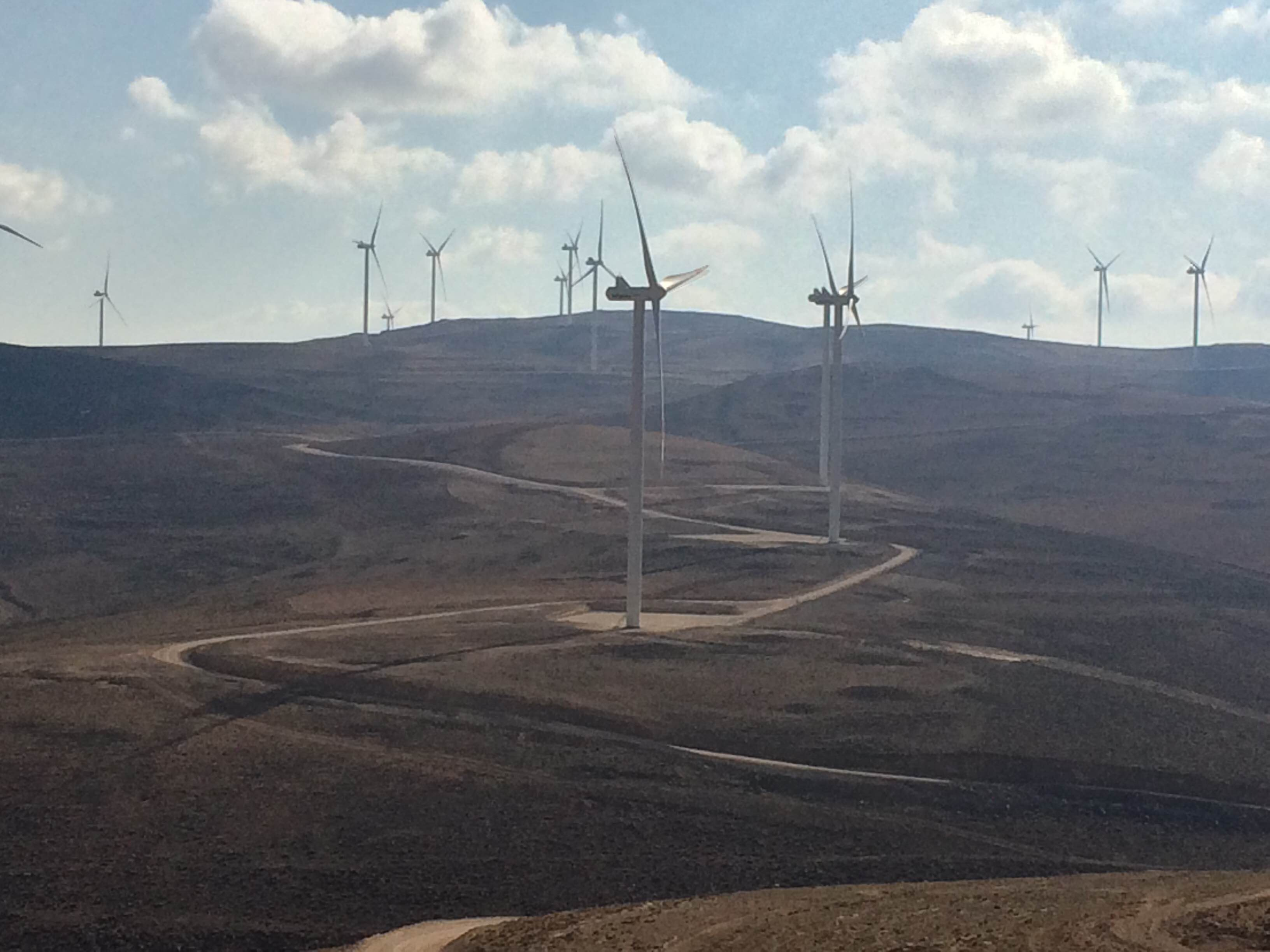
مزرعة الرياح في الطفيلة

إن الطفيلة هي ذات موارد طبيعية متميزة لكن لم يتم استغلالها بعد بشكل كامل  ومن أهم المعادن فيها: النحاس ويقدر الاحتياطي المعروف من المعدن النقي بحوالي مليون طن متري. أما المنغنيز، فيقدر الاحتياطي المعروف منه بحوالي نصف مليون طن متري.
و الطفيلة غنية بالمعادن والصخور الصناعية، الأمر الذي دعا بعدد من كبريات الشركات الأردنية إلى استغلال بعض هذه الموارد، مثل شركة مناجم الفوسفات الأردنية التي تصنع خامات الفوسفات في منطقة الحسا، وشركة مصانع الإسمنت الأردنية لإنتاج مادة الإسمنت في مصنع الرشادية.
وتحتوي أيضاً على الحجر الجيري والصلصال ومن الصخور الصناعية المتوفرة في المحافظة فهي الصخر الزيتي في منطقة جرف الدراويش، والبيرلايت بالقرب من الحسا، والدولومايت بالقرب من الرشادية، والجبص في منطقة جبل مليح بالقرب من الطفيلة، والفلدسبار. في 2016 أنطلق مشروع طاقة الرياح في محافظة الطفيلة ضمن لواء الحسا حوالي 130 كم جنوب العاصمة الأردنية عمّان، وتقدّر المساحة الكلية لأرض المشروع بـ 10.467 مليون متر مربع، قدرة 100 ميغاواط.

## الصناعات الغذائية
يوجد بعض المصانع فيها لصناعة بعض المواد الغذائية مصنع الحبيب لصناعة المنسوجات، ومصنع الألبان، ومصنع العصائر وتجفيف الفواكه، ومصنع تلبيس الأحجار.

## معرض صور

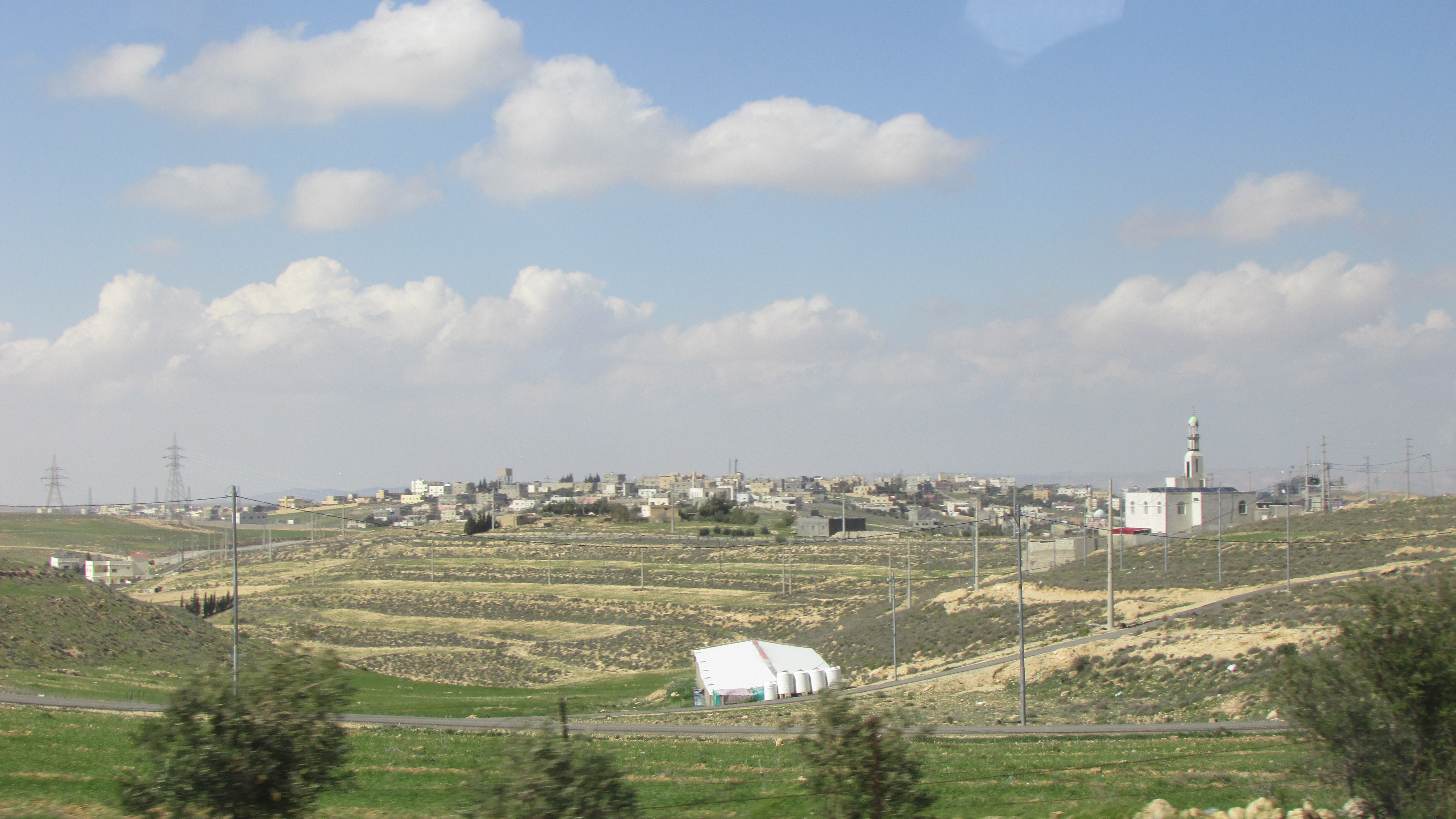
الطفلية، الأردن
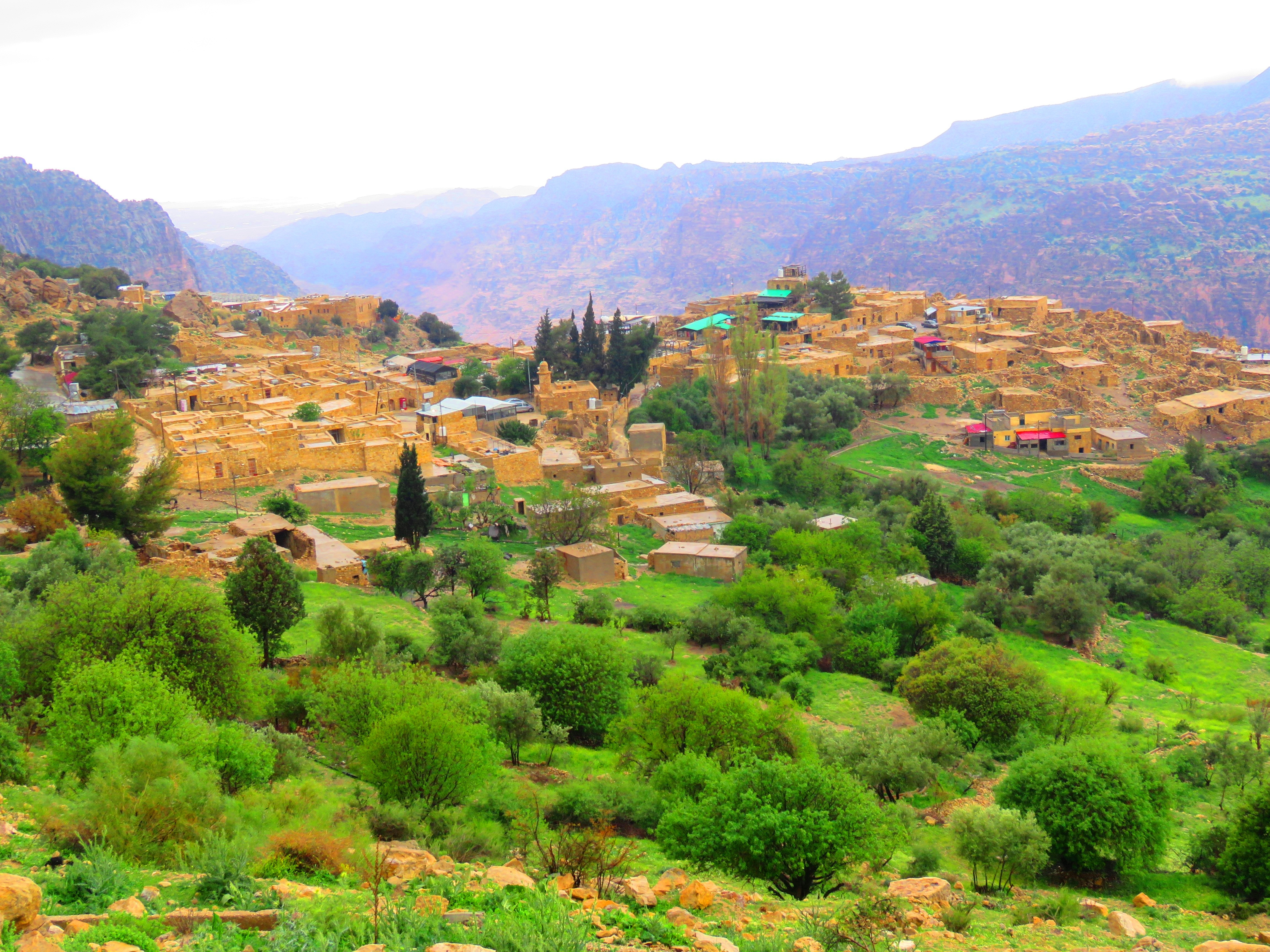
قرية ضانا التراثية
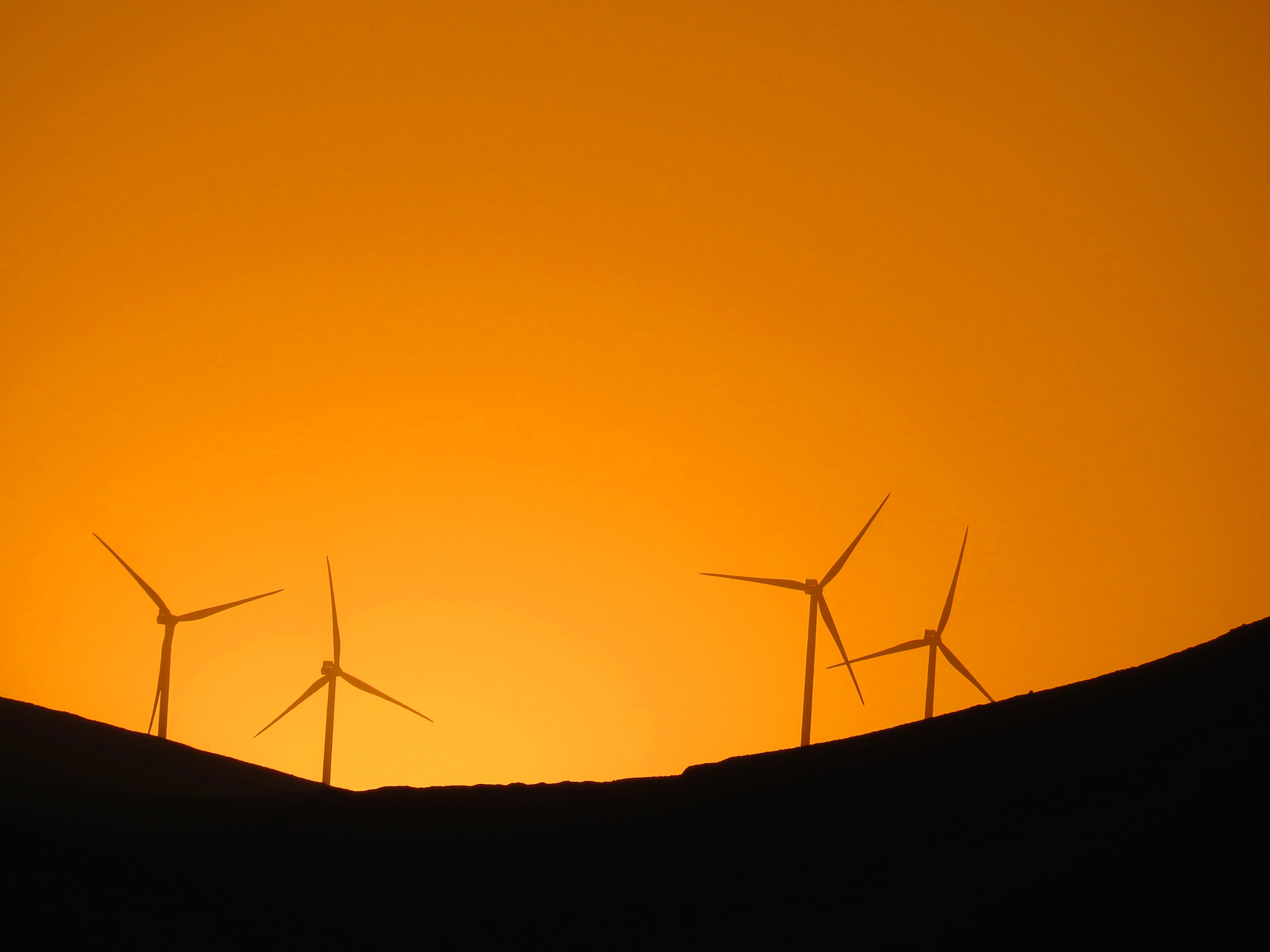
طاقة الرياح مع غروب الشمس
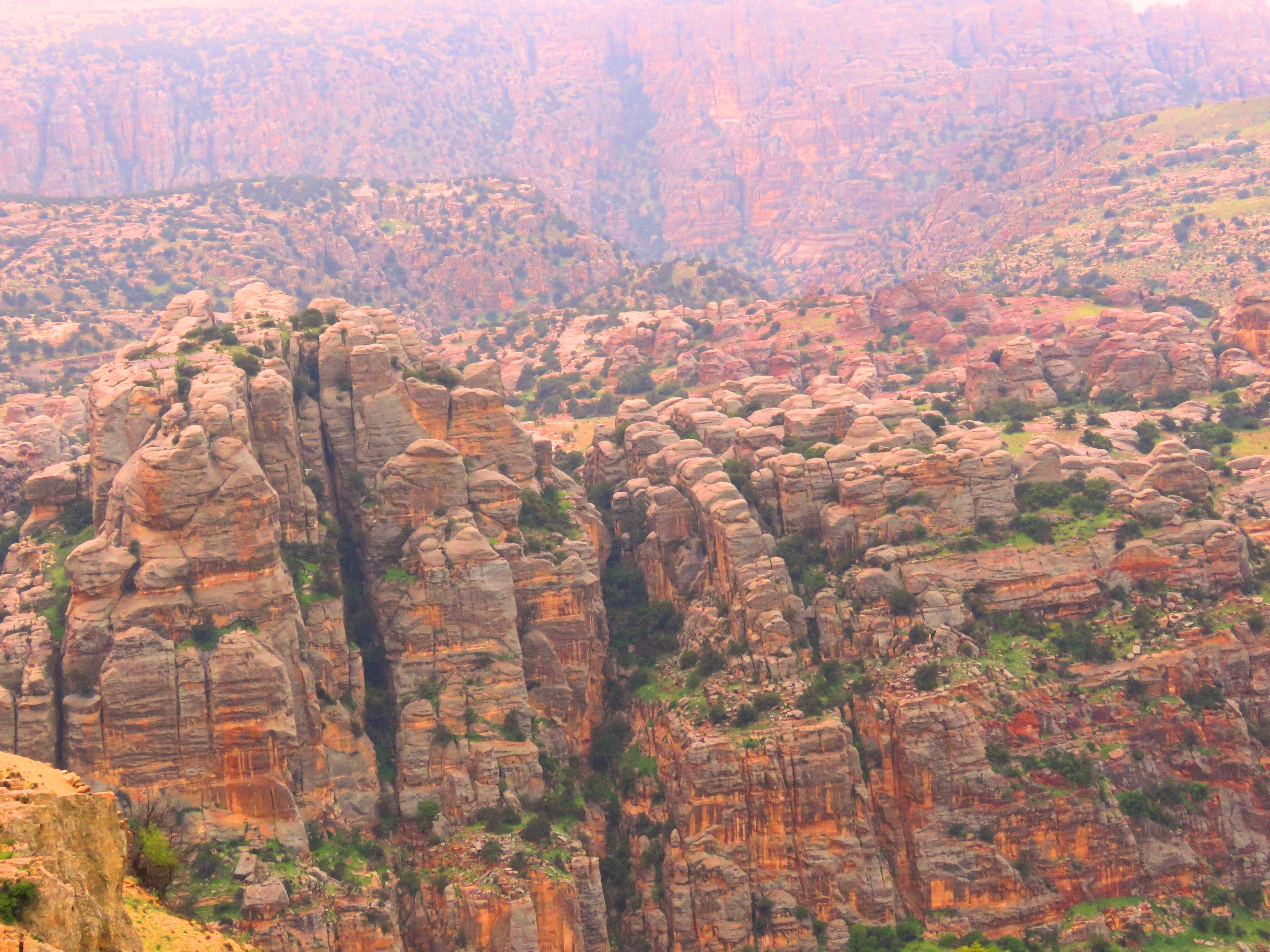
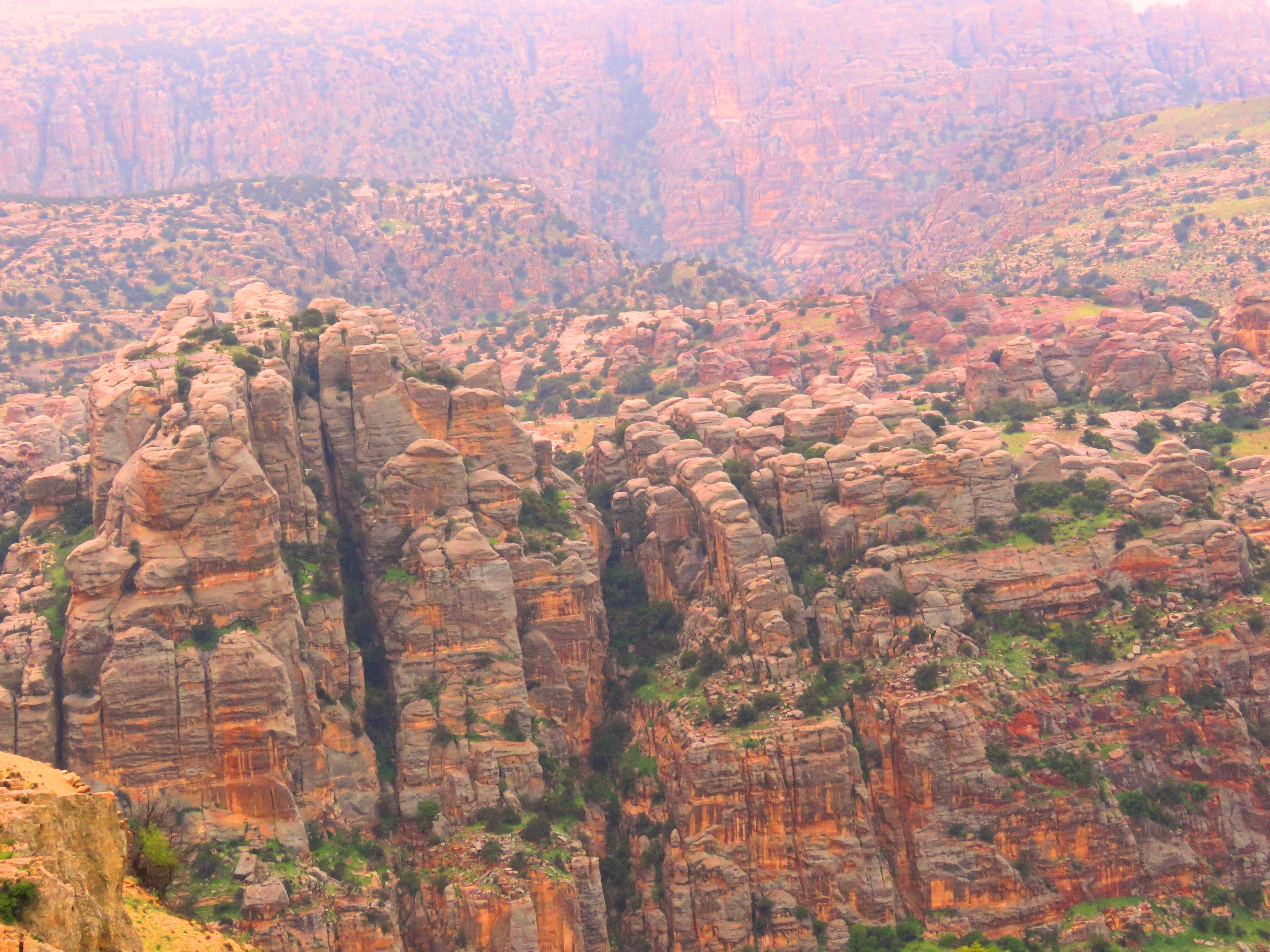
جبال محمية ضانا الطبيعية
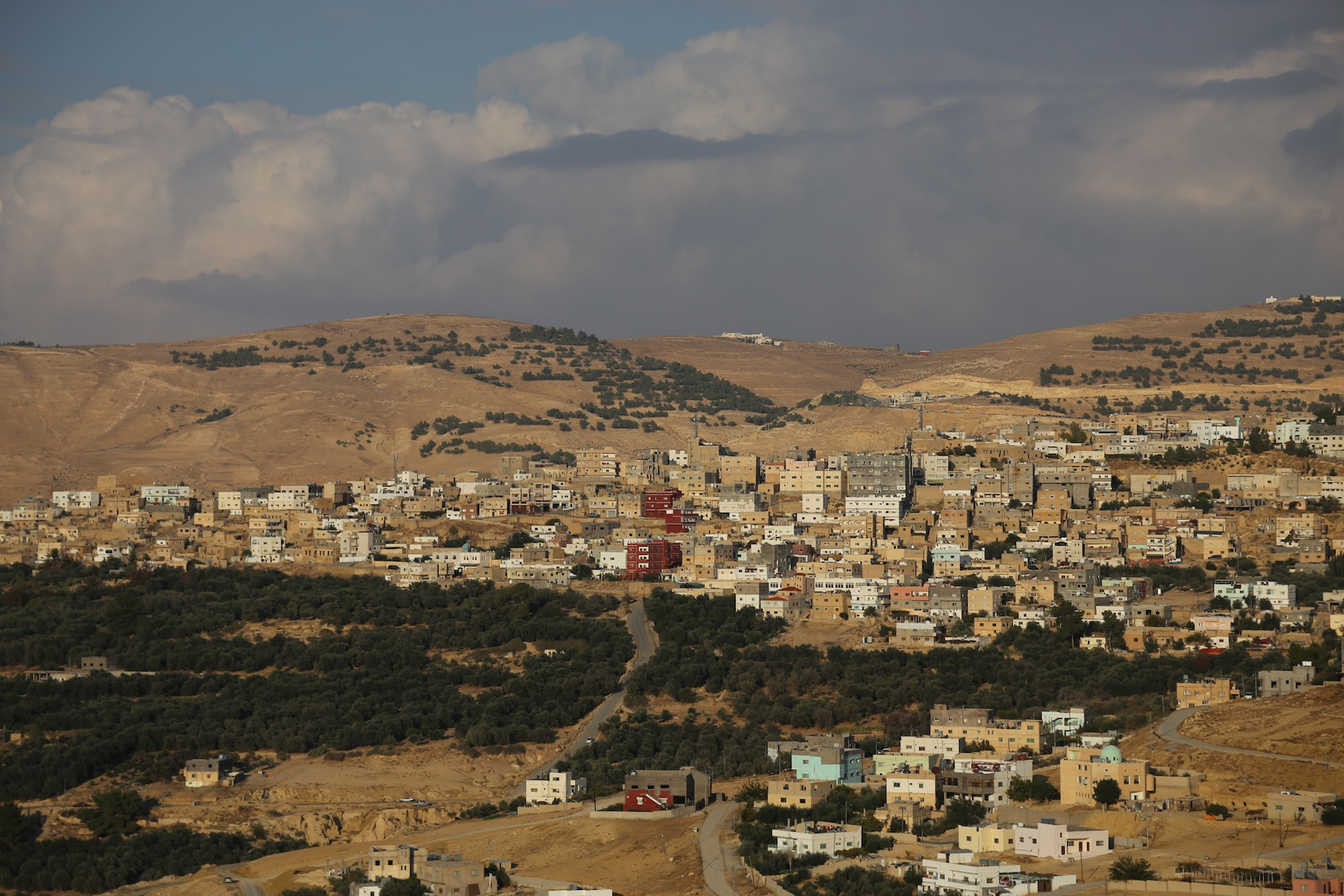
الطفلية، الأردن